# Jacques de Castelnau de Clermont-Lodève
Jacques de Castelnau de Clermont-Lodève (mort le 11 septembre 1586) est un ecclésiastique qui fut évêque de Saint-Pons-de-Thomières de 1539 à 1586.

## Biographie
Jacques de Castelnau est le fils de Pierre, seigneur de Clermont-Lodève, lieutenant du Roi en Languedoc et de Marguerite de La Tour. Son frère Guy est sénéchal de Carcassonne. Il obtient le diocèse de Saint-Pons lorsque son oncle le cardinal François Guillaume le résigne en sa faveur.
Bien qu'il prenne le titre d'« évêque et seigneur de Saint-Pons et de prévôt de l'Église de Toulouse », il ne prend pas possession de son siège épiscopal qu'il fait administrer par un vicaire général Michel Saret, prévôt de l'église de Montpellier qu'il nomme de Paris le 10 mars 1540. Pendant ce temps, il cumule comme commendataire les bénéfices ecclésiastiques : il est abbé de l'abbaye Notre-Dame de Candeil (1540-1586), de l'abbaye Notre-Dame de Bonneval (1540-1585) et de l'abbaye Saint-Florent de Saumur (1538-1586).
Le 12 août 1548, il est envoyé par le Roi siéger au concile de Bologne. En 1551, il fait une visite complète de son diocèse. La cathédrale Saint-Pons de Saint-Pons-de-Thomières est mise à sac par les calvinistes en 1567 et en 1577. Son vicaire général Jean de Mandajores préside à sa place les États du Languedoc.
Jacques de Castelnau meurt le 11 septembre 1586.